# アセト酢酸
アセト酢酸（アセトさくさん、acetoacetic acid）は、カルボン酸、ケト酸。別名は、3-オキソブタン酸。

## 性質
融点 37 ℃。
長時間放置したり、熱するとアセトンと二酸化炭素に分解する。
{\displaystyle {\ce {CH3COCH2COOH -> CH3COCH3\ + CO2}}}

## 生化学
糖尿病患者の血液中にアセト酢酸が多く、尿中にも排出されてくる。生体内では、二分子のアセチルCoAから作られる。糖尿病の場合ではインスリンが欠乏しているために肝臓、筋肉といった組織が血糖を取り込むことができず、脂肪酸からβ酸化によりアセチルCoAに分解して大量のアセチルCoAが生ずる。これが二分子結合してアセト酢酸を形成する傾向が生じ、生体内で酸化しきれないほど増えて尿中に排出されてくるのである。
グルコースが枯渇しているような絶食時、激しい運動時、高脂肪食においてもケトン体であるアセト酢酸が生成される。
アセト酢酸は、3-ヒドロキシ酪酸（β-ヒドロキシ酪酸）やアセトンにも変化するので、これらも同時に排出されることとなる。